# إسير نيو تاتش P400
إسير نيو تاتش P400 (بالإنجليزية: Acer neoTouch P400) هو هاتف ذكي من إيسر يعمل بنظام ويندوز موبايل، تم طرحه في الأسواق في 2010.

## الخصائص
- نظام التشغيل: ويندوز موبايل
- الكاميرا الخلفية: 3.15 ميجابكسل
- الشاشة: شاشة لمس 320 × 480
- المعالج: 600 ميجا هرتز